# Wólka Krzymowska
Wólka Krzymowska – wieś w Polsce położona w województwie lubelskim, w powiecie bialskim, w gminie Międzyrzec Podlaski.
Według spisu powszechnego z roku 1921 miejscowość Wólka Krzymowska posiadała 34 domy i 201 mieszkańców. W latach 1975–1998 miejscowość administracyjnie należała do województwa bialskopodlaskiego.
Wieś jest sołectwem w gminie Międzyrzec Podlaski. Według Narodowego Spisu Powszechnego z roku 2011 wieś liczyła 145 mieszkańców.
Wierni Kościoła rzymskokatolickiego należą do parafii Matki Bożej Szkaplerznej w Krzewicy.

## Zabytki
- kaplica pw. Matki Boskiej Nieustającej Pomocy z 1907 roku.
- Mała, drewniana kapliczka pw. Matki Boskiej Nieustającej Pomocy powstała w 1858 roku na posesji prywatnej rodziny Zaniewiczów.